# تكافؤ (فيزياء)
التكافؤ في الفيزياء (بالإنجليزية:Parity ) هو تماثل بين الحدث وانعكاسه على المرآة. وفكرة التكافؤ هي أداة مفيدة في حساب ميكانيكا الكم. ويقول علماء الفيزياء أن التكافؤ يكون باقيًا أو محفوظًا على ما هو عليه إذا كان الحدث وصورته في المرآة يتوافقان مع قوانين الطبيعة. وفي هذه الحالة، لا يستطيع المشاهد إدراك الفرق بين الأصل والصورة . ويمكن مشاهدة تلك الخاصية للسلوك الطبيعية في لعبة البلياردو عندما توجد مرآة في الصالة بجوار منضدة البلياردو : نجد أنه لا يوجد فرق في حركة الكرات وتصادمها على منضة البلياردو وبين حركتها في الصورة، هذا هو التكافوء في الفيزياء حيث تنطبق قوانين الحركة سواء في الأصل أو الصورة .
تنطبق نفس القوانين الطبيعية على الأصل والصورة، ولذا فهي لا تضع في يد المشاهد مفتاحًا للتفرقة بينهما. ويكون التكافؤ باقيًا في كل العمليات الحركية و الكهرومغناطيسية الكلاسيكية .

## التكافؤ في الفيزياء
يعتمد التكافؤ على الانعكاس المكاني، والذي يتم تمثيله بتغيير الإشارة في كل من الإحداثيات المكانية الثلاثة بعد اختيار نقطة كأصل للإحداثيات. الوقت t يبقى ثابت ولم يتغير:
{\displaystyle (t,x,y,z)\mapsto (+t,-x,-y,-z)\ .}
بالنسبة للتمثيل المكاني لهذا التحويل للإحداثيات، فمن المفيد غالبًا أن يكون مكونًا من انعكاس على مرآة مسطحة ودوران لاحق بمقدار 180 درجة حول الاتجاه العمودي على المرآة.
السؤال الفيزيائي هو كيف يتصرف النظام الفيزيائي في حالة معينة عندما يتم انعكاسه مكانيًا. بالنسبة للإجابة، لا يهم ما إذا كان تحويل الإحداثيات المذكور أعلاه يتم فقط في وصف النظام أو ما إذا كان يتم بدلاً من ذلك إنشاء نظام ثانٍ كنسخة طبق الأصل من النظام الأول. إذا احتفظت كمية فيزيائية للنظام بقيمتها، فإن النظام يكون متماثلًا مرآويًا بالنسبة لهذه الكمية، أي أنه يتمتع بتكافؤ إيجابي. أما إذا كانت الكمية الفيزيائية تغير إشارتها فقط بينما يظل مقدارها كما هو، فإن النظام يكون له تكافؤ سلبي فيما يتعلق بهذه الكمية. (ومن ثم يكون له تكافؤ إيجابي فيما يتعلق بالمقدار.) وفي جميع الحالات الأخرى، لا يوجد تكافؤ محدد. وتبدو مثل هذه الأنظمة "غير متماثلة"، على الأقل فيما يتعلق بأصل الإحداثيات المستخدم حاليًا.

### مثال
نفترض وجود شحنة كهربائية Q في مركز الاحداثيات فيكون جهدها عند المسافة r
```
   

  

    

      

        
V

        
(

        

          

            

              
r

              
→

            

          

        

        
)

        
=

        

          

            

              
Q

              

                
4

                
π

                

                  
ε

                  

                    
0

                  

                

                

                  
|

                

                

                  

                    

                      
r

                      
→

                    

                  

                

                

                  
|

                

              

            

          

        

      

    

    
{\displaystyle V({\vec {r}})={\tfrac {Q}{4\pi \varepsilon _{0}|{\vec {r}}|}}}

  

```

فيكون تكافؤئها ايجابي ، ذلك لأن:
```

  

    

      

        
V

        
(

        

          

            

              
r

              
→

            

          

        

        
)

        
=

        
V

        
(

        
−

        

          

            

              
r

              
→

            

          

        

        
)

      

    

    
{\displaystyle V({\vec {r}})=V(-{\vec {r}})}

  

.
```

ولكن بالنسبة إلى حقلها الكهربي يكون تكافؤها سالبا، حيث أن :
```
 

  

    

      

        

          

            

              
E

              
→

            

          

        

        
(

        
−

        

          

            

              
r

              
→

            

          

        

        
)

        
=

        
−

        

          

            

              
E

              
→

            

          

        

        
(

        

          

            

              
r

              
→

            

          

        

        
)

      

    

    
{\displaystyle {\vec {E}}(-{\vec {r}})=-{\vec {E}}({\vec {r}})}

  

```

وعند اختيار نقطة أخرى لوجود الشحنة على الإحداثيات فلا يوجد أي تكافؤ.

## انحفاظ التكافؤ
في جميع العمليات الناجمة عن الجاذبية أو الكهرومغناطيسية، يتم انحفاظ تكافؤ الحالة الأولية، إذا كان لها تكافؤ. وهذا الحفاظ التكافؤ ينطبق بالتالي على كافة الفيزياء الكلاسيكية. وبالمعنى العملي - يعني هذا- على سبيل المثال: أن الحالة المتماثلة لا يمكن أن تؤدي إلى حالة غير متماثلة. قد يبدو هذا البيان خاطئًا في بعض الأحيان، على سبيل المثال: إذا كانت القطع المتطايرة في اتجاهات متعاكسة بعد انفجار الألعاب النارية المصممة بشكل متماثل تمامًا ذات أحجام مختلفة. أو عندما يتحول قضيب الحديد المتوهج إلى مغناطيسية تلقائياً بطريقة غير متماثلة أثناء تبريده. وفقًا للفيزياء الكلاسيكية، فإن سبب كسر هذا التكافؤ يرجع إلى  الحالة الأولية التي لم تكن متناظرة تمامًا، وهذا  ما ظل غير مكتشف بسبب صغر الاضطراب. أي شيء آخر يتناقض مع الإدراك المباشر، لأن الجهاز الميكانيكي الذي له نسخة طبق الأصل في المرآة لا يعمل تمامًا مثل الجهاز الأصلي هو أمر يتجاوز خيالنا. فعلى سبيل المثال، ينبغي للمرء أن يكون قادراً على تصور ما يحدث بين مسمار قلاووظ عندما ندخله بتدوير اليد في الخشب ، عندما ينتهك التكافؤ  نجد أنه يخرج عند تثبيته بدلا من دخوله في الخشب. ومع ذلك، فإن هذا الرأي يتوافق مع جميع التجارب العملية في العالم العياني، والتي يتم تحديدها بالكامل من خلال التفاعلات التي تحافظ على التكافؤ بين الجاذبية والكهرومغناطيسية.
من خصائص الحفاظ على التكافؤ أيضًا أنه بمجرد ملاحظة عملية فيزيائية لا يستطيع المرء من حيث المبدأ أن يقرر ما إذا كان يراها بشكل مباشر أو بعد الانعكاس. إذا تغير نظام، سواء كان متماثلًا أو غير متماثل، من حالة أولية إلى أخرى وفقًا لقوانين الفيزياء الكلاسيكية، فإن الحالة الأولية المعكوسة للنظام تتغير إلى صورة معكوسة للحالة النهائية في نفس الوقت. لا يمكن التمييز بين الحالتين إلا من خلال إثبات وجود أو عدم وجود انعكاس أثناء عملية المشاهدة.
يعتمد التبرير النظري لكلا خاصيتي انحفاظ التكافؤ على حقيقة أن معادلات الحركة للجاذبية والكهرومغناطيسية تظل دون تغيير عند تحويل الإحداثيات . ويقال أن هذه المعادلات بحد ذاتها تتمتع بتناظر مرآوي.

## التكافؤ والطبيعة
اعتقد علماء الطبيعة فيما مضى أن انحفاظ التكافؤ طبيعي، وينطبق على كل الأحداث. ولكن اثنين من العلماء الصينيين، هما تسونج داو لي، وشين نينج يانج أجريا عددًا من التجارب أثبتت خلاف ذلك. فقد دلت تجاربهما على أن التكافؤ لا يكون محفوظا في الحدث النووي الذي يسمى القوة النووية الضعيفة، ومثال ذلك عملية انبعاث إلكترون من نواة مشعة خلال تحلل بيتا.
وقد أجريت إحدى التجارب لذلك في المعهد الوطني للمقاييس بالولايات المتحدة، بوساطة "سي. أس. وو"  من جامعة كولومبيا، بمدينة نيويورك، وكل من أي. أمبلر، وآر. دبليو. هيوارد، ودي. دي. هوبز، وآر. بي. هدسون من المعهد (وتـٌعرف بتجربة وو، الذين استخدموا ذرات الكوبالت-60 المشعة. وقد دلت تجاربهم على عدم انحفاظ التكافؤ خلال تحلل بيتا الاشعاعي ، وأن إنحفاظ التكافؤ ليس قانونًا طبيعيًا عامًا.

## انتهاك التكافؤ
→ المقال الرئيسي: انتهاك التكافؤ
استناداً إلى كل من الخبرة العملية والمعرفة الفيزيائية، كان انتهاك مبدأ حفظ التكافؤ يعتبر مستحيلاً حتى عام 1956، عندما لم يعد من الممكن تفسير مشاهدة معينة من فيزياء الجسيمات الأولية بأي طريقة أخرى. اقترح تسونغ داو لي وتشين نينغ يانغ هذه الطريقة لحل "لغز τ-θ" (يٌنطق "لغز تاو- ثيتا") في تحلل الكاون، أحد الجسيمات الأولية. وفي العام نفسه، تم تأكيد ذلك من قبل تشيان شيونج وو وليون ماكس ليدرمان في تجربتين مستقلتين.
ويكمن سبب انتهاك التكافؤ في التفاعل الضعيف الذي يحدث مع مثلًا تحلل بيتا . يصف النشاط الإشعاعي بيتا تحلل العديد من الجسيمات الأولية قصيرة العمر. الصيغ النظرية للتفاعل الضعيف ليست ثابتة بالنسبة لتحويل التكافؤ. تمتلك الجسيمات الفرميونية  مثل الإلكترون  خاصية تسمى "الكيرالية" chirality بـشكلين محتملين، يُطلق عليهما اليسار واليمين، والتي تتحول بشكل متبادل إلى بعضها البعض عن طريق الانعكاس المكاني. وهذا يشبه استقطاب الضوء أو الفرق بين اليد اليمنى واليسرى. يتواجد الإلكترون عادة في نوع من حالة التراكب بين اليسار واليمين، كما هو ممكن في الفيزياء الكمومية. يجب أن يؤثر التفاعل الذي يحافظ على التكافؤ على كلا الكيراليتين بالتساوي. ومع ذلك، فإن التفاعل الضعيف يؤثر فقط على المكون الأيسر لحالة الإلكترون. ونتيجة لذلك، فإن التفاعل الضعيف ليس متماثلًا في تحويل التكافؤ ، وهذا ينتهك مبدأ الحفاظ على التكافؤ.

## علاقات متكافئة بسيطة
في الفيزياء الكلاسيكية في ظل التناوبات الكلاسيكية المصنفة يمكن أن تكون مجموعات هندسية مثل السكالارس، أو الناقلات.

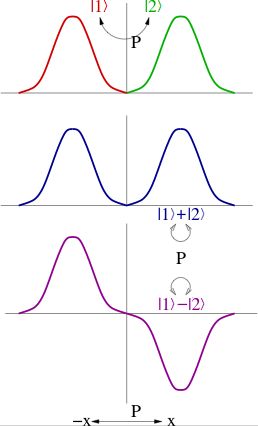
رسم بياني للقيم الذاتية الممكنة حيث تقدم اثنان من تمثيل الأبعاد للتعادل عن طريق زوج من دوال الكم الذي يتداخل بعضها البعض في ظل التكافؤ. ويشرح هذا التمثيل انخفاض التركيبات الخطية من الدوال في ظل التكافؤ. واحد يقول ان جميع البيانات غير قابلة للاختزال من التكافؤ لواحد الأبعاد.

ويمكن للمرء تحديد الانعكاسات مثل الرسم البياني التالي:
{\displaystyle V_{x}:{\begin{pmatrix}x\\y\\z\end{pmatrix}}\mapsto {\begin{pmatrix}-x\\y\\z\end{pmatrix}},}
{\displaystyle P:{\begin{pmatrix}x\\y\\z\end{pmatrix}}\mapsto {\begin{pmatrix}-x\\-y\\-z\end{pmatrix}}.}

## اقرأ أيضا
- الكيرالية (فيزياء)

- تجربة وو
- كوبالت-60
- انحفاظ التكافؤ
- نظرية CPT

قالب:بوابة الفيزياء